# Otto Friedrich von Ilow
Otto Friedrich von Ilow (* April 1727 in Schmagorei; † 11. November 1792 in Koblenz) war preußischer Generalmajor und Chef des Kürassierregiments Nr. 7.

## Leben

### Herkunft
Otto Friedrich war der Sohn von Detleff Oskar von Ilow, Herr auf Schmagorei und dessen Ehefrau Magdalene Tugendreich, geborene von Ilow.

### Militärkarriere
Nach zweijähriger Kadettenzeit in Berlin wurde Ilow am 17. Mai 1744 als Unteroffizier im Regiment der Gardes du Corps der Preußischen Armee angestellt. Mit diesem beteiligte er sich während des Zweiten Schlesischen Krieges an der Schlacht bei Kesselsdorf. Am 27. Mai 1746 trat Ilow dann als Kornett in das Leib-Carabiniersregiment Nr. 11 über und wurde dort am 8. Juni 1755 zum Leutnant befördert.
Mit seinen Kürassieren kämpfte Ilow im Feldzug 1756/63 bei Lobositz, Prag, Kolin, Roßbach, Kay und Kunersdorf. Zwischenzeitlich hatte man ihn am 7. Juni 1759 zum Stabsrittmeister befördert. Zeitgleich mit der folgenden Beförderung zum Rittmeister wurde Ilow am 11. Juni 1761 zum Eskadronchef ernannt. Nach dem Beginn des Bayerischen Erbfolgekrieges wurde er dann Major.
1780 und 1782 folgten seine Beförderungen zum Oberstleutnant bzw. Oberst. Als solcher wurde Ilow am 1. Juni 1788 Kommandeur des Leib-Carabiniersregiment Nr. 11. Friedrich Wilhelm II. übergab ihm am 11. Juli 1788 als Chef das Kürassierregiments „Graf von Kalckreuth“ Nr. 7 und beförderte ihn im Jahr darauf zum Generalmajor. Anlässlich der Revue bei Magdeburg erhielt Ilow den Orden Pour le Mérite.
Im Juli 1792 rückte Ilow mit seinem Regiment nach Koblenz aus, wo er am 11. November 1792 verstarb.

### Familie
Ilow hatte am 28. November 1784 in Rathenow Elisabeth Sophie Albertine von der Hagen (* 6. September 1727; † 25. Mai 1799), verwitwete von Plotho geheiratet.  Die Ehe blieb kinderlos.